# Elaphria chionopis
Elaphria chionopis là một loài bướm đêm trong họ Noctuidae.